# Maria van Kesteren
Maria van Kesteren (Leiden, 22 augustus 1933 – Laren, 30 april 2020) was een Nederlands beeldend kunstenaar. Zij maakte objecten als vazen van onder meer hout, keramiek, kunststof en glas. In haar werk onderzocht Van Kesteren de vormmogelijkheden van materialen. Kenmerkend in dat onderzoek is de eenvoud van de cirkel, waarop zij steeds wist te variëren.

## Biografie
Van Kesteren is eind jaren 50 van de twintigste eeuw als houtdraaier opgeleid door Henk van Trierum te Utrecht. Zij heeft onder meer glaswerk ontworpen voor Glasfabriek Leerdam en keramiek voor Koninklijke Tichelaar Makkum. Haar eerste expositie was in 1963.
Van Kesteren was vanaf 1968 als beleidsadviseur betrokken bij Galerie Het Kapelhuis te Amersfoort. In 1982 begon de Stichting Françoise van den Bosch met het uitreiken van een object aan personen die zich verdienstelijk hebben gemaakt voor de bevordering van de belangstelling voor het hedendaagse sieraad. De eerste opdracht voor een ontwerp voor het uit te reiken object werd gegeven aan Maria van Kesteren en het duo Frans van Nieuwenborg en Martijn Wegman.
In 1995 vond een overzichtstentoonstelling van Van Kesterens werk plaats in het Stedelijk Museum Amsterdam. Haar werk is opgenomen in de verzamelingen van het Centraal Museum, Utrecht, Cooper Hewitt Museum, New York, Gemeentemuseum Arnhem, Gemeentelijk Van Reekum Museum, Apeldoorn, Glasmuseum, Leerdam, Municipal Gallery of Modern Art, Dublin, Museum für Kunsthandwerk, Frankfurt am Maim, Museum Boymans Van Beuningen, Rotterdam, Rijksdienst Beeldende Kunst, 's-Gravenhage en het Stedelijk Museum, Amsterdam.

### Prijzen
Het werk van Van Kesteren is met verschillende prijzen bekroond; in 1991 ontving zij de Cultuurprijs van de gemeente Hilversum en in 1994 de Kho Liang Ie-prijs.

## Exposities (selectie)
- 1968. Kunstcentrum Prinsentuin, Leeuwaarden. Duo expositie met textielkunstenares Madja van Dam.[6]
- 1975. Galerie Ekster. Leeuwaarden.[7]
- 1980. Museum Boysmans-Van Beuningen[8]
- 1995. Overzichtstentoonstelling, Stedelijk Museum Amsterdam.[5]
- 2019. Vormvariaties: Maria van Kesteren, Kunstmuseum Den Haag[9]